# Czerwończyk żarek
Czerwończyk żarek (Lycaena phlaeas syn. Lycaena phlaeoides) – gatunek owada z rzędu motyli. Skrzydła o rozpiętości 25–30 mm, przednie z wierzchu złocisto-czerwone z czarnymi plamkami i wąską czarną obwódką. Tylne skrzydła mają przy zewnętrznym brzegu czerwoną obwódkę. Spód tylnych skrzydeł szaro-brunatny z czarnymi plamkami. Tylne skrzydło z niewielkim ogonkiem.
Czerwończyk żarek daje w ciągu roku dwa lub rzadziej trzy pokolenia. Owady dorosłe pierwszego pokolenia można spotkać od początku maja do połowy czerwca, drugiego od początku lipca do początku września. Gąsienice żerują od wiosny do jesieni, z wyjątkiem maja i sierpnia. Roślinami żywicielskimi są szczaw polny i zwyczajny oraz rdesty. Stadium zimującym są gąsienice. Wiosną gąsienice kontynuują żerowanie, a przepoczwarczenie następuje na przełomie kwietnia i maja. Poczwarki przyczepione są od spodu liści lub do ich ogonków.
Typowe biotopy tego motyla to miedze, ugory i polany leśne. Czerwończyk żarek występuje w Europie, Azji Środkowej, Japonii oraz północnej Afryce.

## Galeria

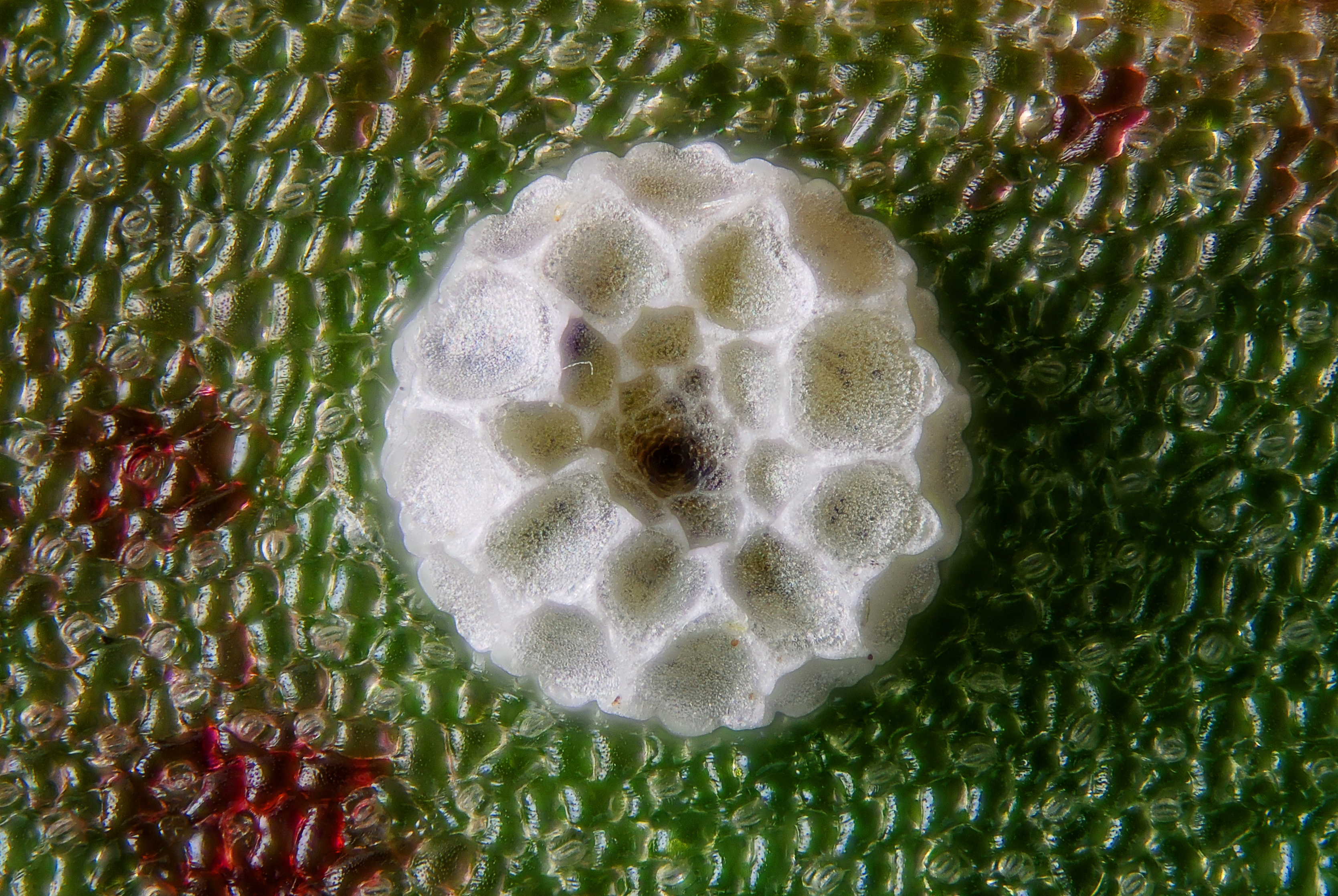
Jajo
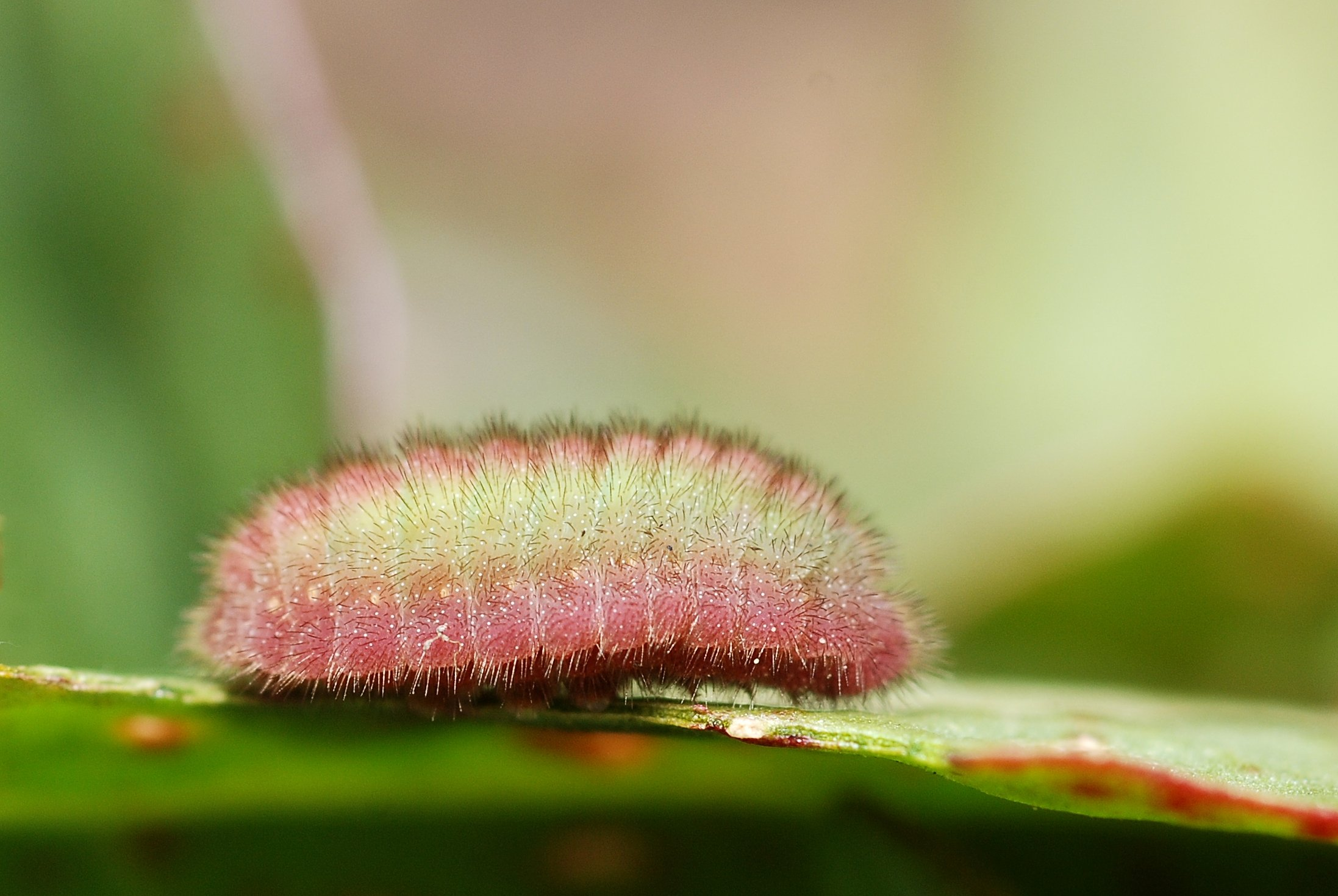
Gąsienica
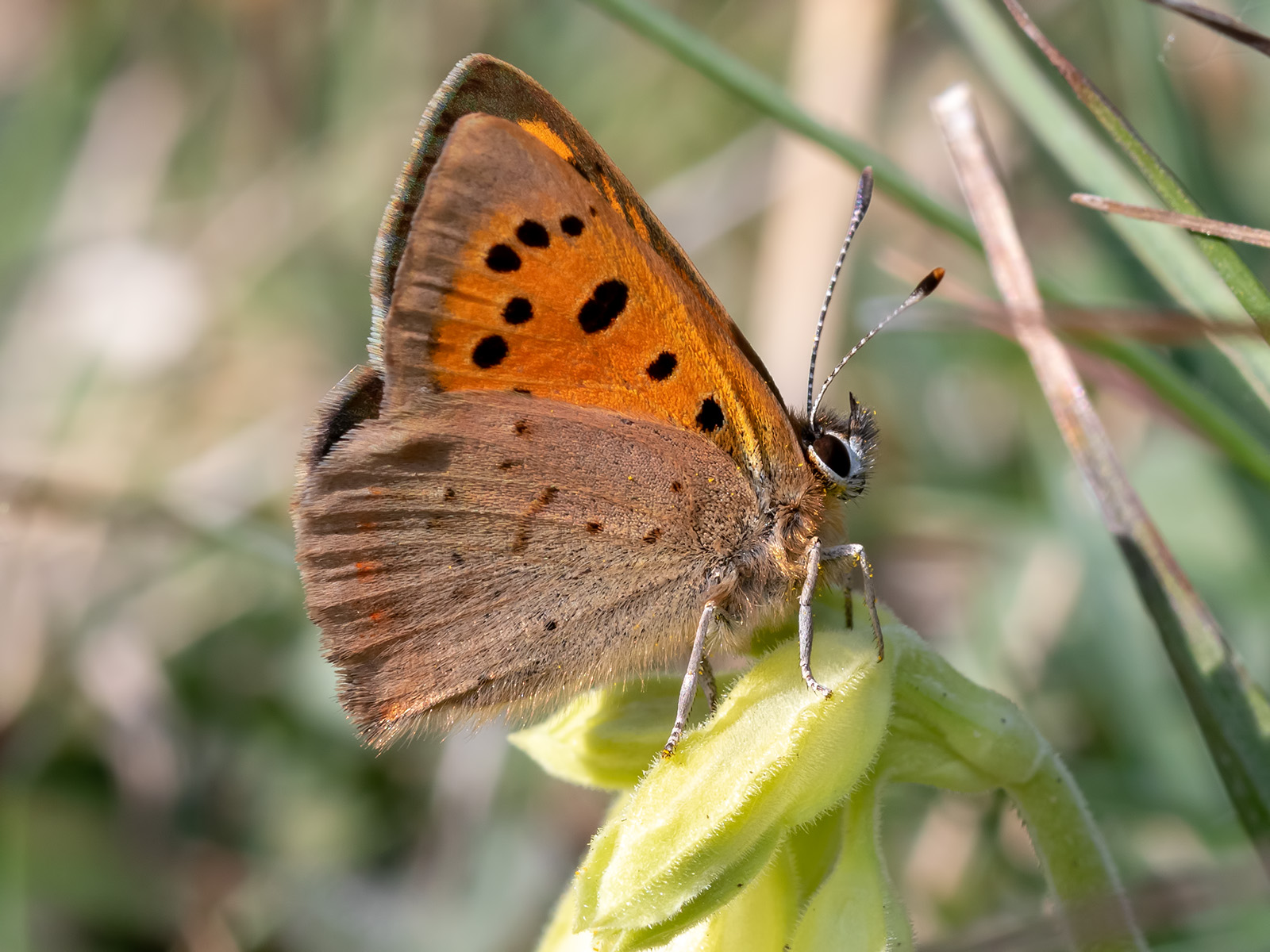
Imago (samica), spodnia strona skrzydeł
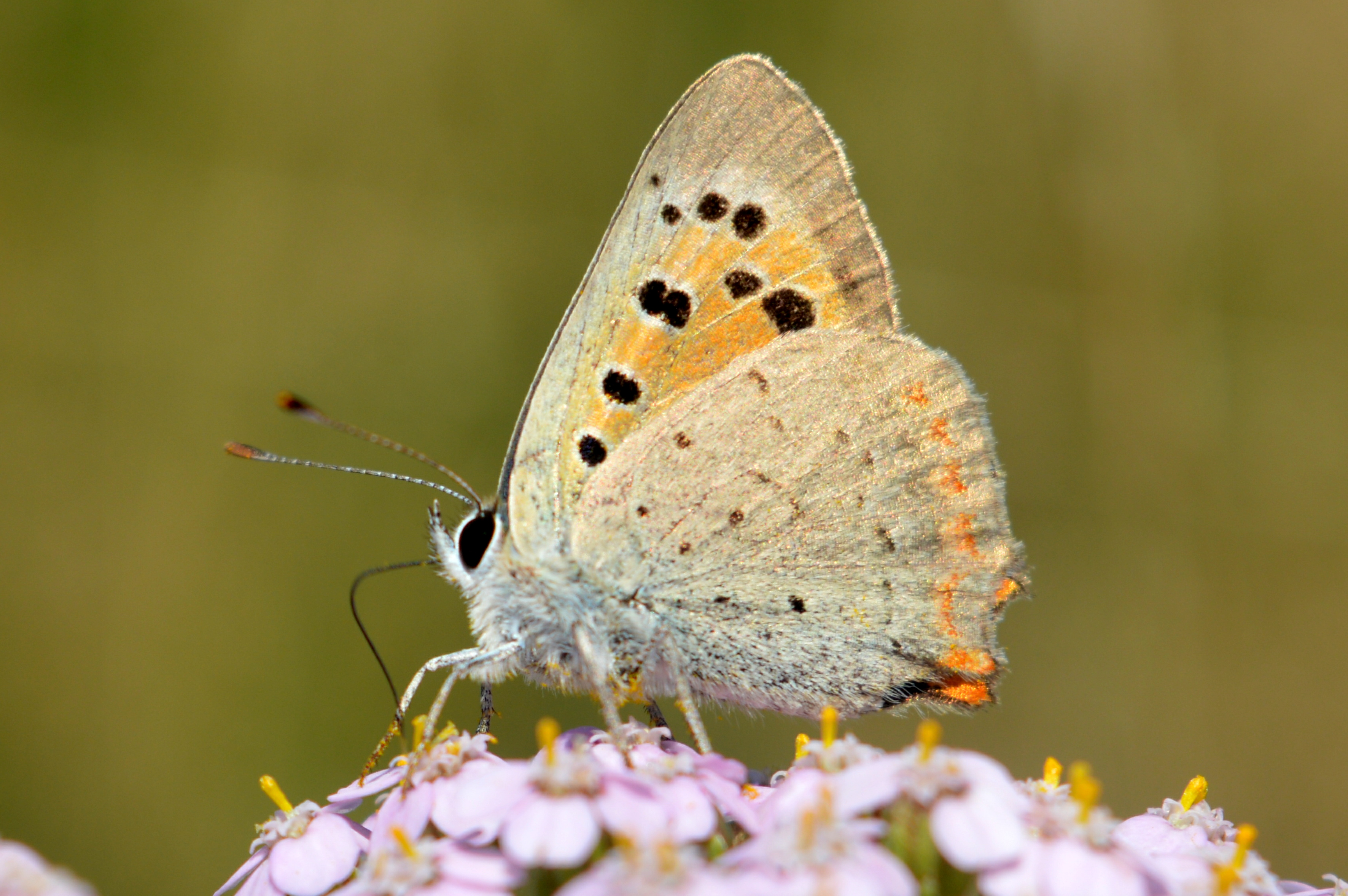
Imago (samiec), spodnia strona skrzydeł